# Бонем, Рон
Ро́нальд Д. «Рон» Бо́нем (англ. Ronald D. "Ron" Bonham; 31 мая 1942, Манси, Индиана, США — 16 апреля 2016, там же) — американский профессиональный баскетболист.

## Ранние годы
Рон Бонем родился в городе Манси (штат Индиана), учился в Мансийской центральной школе, в которой играл за местную баскетбольную команду.

## Студенческая карьера
В 1964 году окончил Университет Цинциннати, где в течение трёх лет играл за команду «Цинциннати Беаркэтс», в которой провёл успешную карьеру, набрав в итоге 1666 очков (8-е место за всю историю команды). При Бонеме «Беаркэтс» два раза выигрывали регулярный чемпионат конференции Missouri Valley (1962—1963), а также два года подряд выходили в плей-офф студенческого чемпионата США (1962—1963). Кроме того «Беаркэтс» два года подряд выходили в финал турнира NCAA (1962—1963), а в 1962 году становились чемпионами Национальной ассоциации студенческого спорта.
В сезоне 1961/1962 годов «Панды» в финальном матче взяли верх над командой «Огайо Стэйт Бакайс» (71—59), в котором Бонем набрал 10 очков и сделал 6 подборов. В следующем сезоне «Беаркэтс» также дошли до финала, в котором проиграли команде Джерри Харкнесса и Леса Хантера «Лойола Рамблерс» со счётом 58—60, Рон Бонем стал лучшим в своей команде в том матче, набрав 22 очка и сделав 4 подбора. В сезоне 1963/1964 годов «Панды» заняли в конференции всего лишь четвёртое место, поэтому не попали в плей-офф турнира NCAA.

## Карьера в НБА
Играл на позиции лёгкого форварда и атакующего защитника. В 1964 году был выбран на драфте НБА под 16-м номером командой «Бостон Селтикс». Всего в НБА Бонем провёл 2 успешных сезона, в течение которых выступал в одной команде вместе с Биллом Расселлом и становился в составе «Селтикс» чемпионом НБА (1965—1966). В 1966 году был выставлен своим клубом на драфт расширения НБА, на котором 1 мая был выбран под 3-м номером новообразованной командой «Чикаго Буллз», однако не провёл в её составе ни одного матча. В сезоне 1967/1968 годов играл за команду «Индиана Пэйсерс», выступавшую в то время в Американской баскетбольной ассоциации (АБА). Один раз включался в 1-ю всеамериканскую сборную NCAA (1963), а также один раз — во 2-ю всеамериканскую сборную NCAA (1964). Всего за карьеру в НБА и АБА сыграл 118 игр, в которых набрал 723 очка (в среднем 6,1 за игру), сделал 170 подборов и 44 передачи.

## Статистика

### Статистика в НБА
| Сезон                                                                                    | Команда | Регулярный сезон | Регулярный сезон | Регулярный сезон | Регулярный сезон | Регулярный сезон | Регулярный сезон | Регулярный сезон | Регулярный сезон | Регулярный сезон | Регулярный сезон | Регулярный сезон | Серия плей-офф | Серия плей-офф | Серия плей-офф | Серия плей-офф | Серия плей-офф | Серия плей-офф | Серия плей-офф | Серия плей-офф | Серия плей-офф | Серия плей-офф | Серия плей-офф |
| Сезон                                                                                    | Команда | GP               | GS               | MPG              | FG%              | 3P%              | FT%              | RPG              | APG              | SPG              | BPG              | PPG              | GP             | GS             | MPG            | FG%            | 3P%            | FT%            | RPG            | APG            | SPG            | BPG            | PPG            |
| ---------------------------------------------------------------------------------------- | ------- | ---------------- | ---------------- | ---------------- | ---------------- | ---------------- | ---------------- | ---------------- | ---------------- | ---------------- | ---------------- | ---------------- | -------------- | -------------- | -------------- | -------------- | -------------- | -------------- | -------------- | -------------- | -------------- | -------------- | -------------- |
| 1964/65                                                                                  | Бостон  | 37               |                  | 10,0             | 41,4             |                  | 82,1             | 2,1              | 0,5              |                  |                  | 7,4              | 4              |                | 3,3            | 41,7           |                | 80,0           | 0,3            | 0,0            |                |                | 3,5            |
| 1965/66                                                                                  | Бостон  | 39               |                  | 8,0              | 36,7             |                  | 85,2             | 0,9              | 0,3              |                  |                  | 5,2              | 5              |                | 3,2            | 63,6           |                | 33,3           | 0,6            | 0,0            |                |                | 3,4            |
|                                                                                          | Всего   | 76               |                  | 9,0              | 39,1             |                  | 83,2             | 1,5              | 0,4              |                  |                  | 6,3              | 9              |                | 3,2            | 52,2           |                | 50,0           | 0,4            | 0,0            |                |                | 3,4            |
| Наведите курсор мыши на аббревиатуры в заголовке таблицы, чтобы прочесть их расшифровку. |         |                  |                  |                  |                  |                  |                  |                  |                  |                  |                  |                  |                |                |                |                |                |                |                |                |                |                |                |